# 慈恩胡頹子
慈恩胡頹子（学名：Elaeagnus grandifolia）为胡頹子科胡頹子屬下的一个种。

## 扩展阅读
- 維基物種上的相關：慈恩胡頹子